# Scottish Division One 1918/19
Die Scottish Football League Division One wurde 1918/19 zum 26. Mal ausgetragen. Es war zudem die 29. Austragung der höchsten Fußball-Spielklasse innerhalb der Scottish Football League, in welcher der Schottische Meister ermittelt wurde. Sie begann am 17. August 1918 und endete am 10. Mai 1919. In der Saison 1918/19 traten 18 Vereine in insgesamt 34 Spieltagen gegeneinander an. Jedes Team spielte jeweils einmal zu Hause und auswärts gegen jedes andere Team. Es galt die 2-Punkte-Regel. Bei Punktgleichheit waren die Vereine (mit derselben Punktausbeute) gleich platziert.
Die Meisterschaft gewann zum insgesamt 15. Mal in der Vereinsgeschichte Celtic Glasgow. Torschützenkönig wurde mit 29 Treffern David McLean von den Glasgow Rangers. Nach dem Ende der Saison bekamen die drei Klubs (FC Dundee, FC Aberdeen und Raith Rovers), die ihre Teilnahme 1917 aus Transportgründen unterbrochen hatten, ihre Plätze in der Division One zurück. Zusätzlich wurde die Mannschaft von Albion Rovers ausgewählt, um eine gerade Zahl der Teilnehmer zu erhalten.

## Statistik

### Abschlusstabelle
| Pl. | Verein              | Sp. | S  | U  | N  | Tore    | Diff. | Punkte |
| --- | ------------------- | --- | -- | -- | -- | ------- | ----- | ------ |
| 1.  | Celtic Glasgow      | 34  | 26 | 6  | 2  | 071:220 | +49   | 58:10  |
| 2.  | Glasgow Rangers (M) | 34  | 26 | 5  | 3  | 086:160 | +70   | 57:11  |
| 3.  | Morton              | 34  | 18 | 11 | 5  | 053:420 | +11   | 47:21  |
| 4.  | Partick Thistle     | 34  | 17 | 7  | 10 | 062:430 | +19   | 41:27  |
| 5.  | FC Motherwell       | 34  | 14 | 10 | 10 | 051:400 | +11   | 38:30  |
| 5.  | Ayr United          | 34  | 15 | 8  | 11 | 062:530 | +9    | 38:30  |
| 7.  | Heart of Midlothian | 34  | 14 | 9  | 11 | 059:520 | +7    | 37:31  |
| 8.  | FC Kilmarnock       | 34  | 14 | 7  | 13 | 061:590 | +2    | 35:33  |
| 9.  | FC Queen’s Park     | 34  | 15 | 5  | 14 | 059:570 | +2    | 35:33  |
| 10. | FC Clydebank        | 34  | 12 | 8  | 14 | 054:650 | −11   | 32:36  |
| 10. | FC St. Mirren       | 34  | 10 | 12 | 12 | 043:550 | −12   | 32:36  |
| 12. | Third Lanark        | 34  | 11 | 9  | 14 | 060:620 | −2    | 31:37  |
| 13. | Airdrieonians FC    | 34  | 9  | 11 | 14 | 045:540 | −9    | 29:39  |
| 14. | Hamilton Academical | 34  | 11 | 5  | 18 | 049:750 | −26   | 27:41  |
| 15. | FC Dumbarton        | 34  | 7  | 8  | 19 | 031:580 | −27   | 22:46  |
| 16. | FC Falkirk          | 34  | 6  | 8  | 20 | 046:730 | −27   | 20:48  |
| 16. | FC Clyde            | 34  | 7  | 6  | 21 | 045:750 | −30   | 20:48  |
| 18. | Hibernian Edinburgh | 34  | 5  | 3  | 26 | 030:910 | −61   | 13:55  |

| Saison 1918/19 Schottischer Meister |                       |
| Zum Saisonende 1917/18              |                       |
| (M)                                 | Meister des Vorjahres |

## Wahlprozedere
Die Mannschaft, der in Zusatz zu den drei nördlichsten Klubs antreten wurde, wurde durch Wahl auf der jährlichen Hauptversammlung bestimmt.
| Verein         | # Stimmen | Ergebnis      | Division                         |
| -------------- | --------- | ------------- | -------------------------------- |
| Albion Rovers  | 11        | aufgenommen   | Scottish Western Football League |
| FC Cowdenbeath | 10        | nicht gewählt | keine Liga                       |